# Дустлик (станция метро)
«Дустлик» (узб. Doʻstlik — дружба) — станция Ташкентского метрополитена.
Открыта 7 ноября 1987 года в составе второго участка Узбекистанской линии «Ташкент» — «Чкаловская».
Конечная, расположена за станцией «Машинасозлар».
Станция была построена на средства Ташкентского авиационного производственного объединения имени В. П. Чкалова.

## История
Станция закрывалась из-за неблагоприятной экологической обстановки вместе со станцией «Ташсельмаш» (ныне «Машинасозлар») дважды:
1. 18 сентября 1989 года. Открылась повторно вместе с третьем участком  Узбекистанской линии: «Алишера Навои» — «Чор-Су» 6 ноября 1989 года.
2. В апреле 1990 года. Открылась в третий раз вместе с четвёртым участком Узбекистанской линии:  «Чор-Су» — «Беруни» 30 апреля 1991 года.
До 5 октября 2012 года носила имя лётчика-испытателя, Героя Советского Союза В. П. Чкалова.

## Характеристика
Станция односводчатая, мелкого, заложения с двумя подземными вестибюлями.
Имеет подземный переход со станцией «Технопарк» линии Тридцатилетия независимости Узбекистана.

## Оформление
В строительстве станции метро «Чкаловская» использована куполообразная железобетонная конструкция.
Потолок окрашен в бирюзовый цвет и украшен электрическими светильниками в виде бабочкек, придающими залу атмосферу полёта.
В центре зала установлены колонны из алюминия, выполненные в форме радаров.
Вестибюль и стены лестницы покрыты белым газганским мрамором, а поверхность пола покрыта серым и черным гранитом. В одной из боковых стен вестибюля было установлено панно, посвящённое 50-летию первого в истории беспосадочного перелёта из Москвы (СССР) в Ванкувер (Канада) через Северный полюс и барельеф Валерия Чкалова, который был командиром экипажа во время перелёта. В октябре 2012 года эти элементы оформления были демонтированы.
Один из выходов совмещен с проходной «Ташкентского механического завода» (бывшего «Ташкентского авиационного производственного объединения имени В. П. Чкалова»).

## Путевое развитие
За станцией расположен шестистрелочный тупик, а также пути в электродепо «Узбекистан».

## Галерея
- Электропоезд метрополитена 81-718.0-719.0 на станции «Чкалов», 2004 г.
- Спуск на станцию «Чкаловскую» (ныне «Дустлик»), 2010 г.
- Спуск на станцию с вестибюля, 2023 г.
- Станция, 2023 г.